# Echipa națională de handbal feminin a Belarusului
Echipa feminină de handbal a Belarusului este echipa națională care reprezintă Belarusul în competițiile interțări oficiale sau amicale de handbal feminin. Ea este guvernată de Federația Belarusă de Handbal (Белорусская федерация гандбола).

## Rezultate

### Rezultate la Campionatele Mondiale
| An     | Poziție  |
| ------ | -------- |
| / 1999 | locul 14 |
| 1997   | locul 16 |

### Rezultate la Campionatele Europene
| An   | Poziție  |
| ---- | -------- |
| 2008 | locul 12 |
| 2004 | locul 16 |
| 2002 | locul 16 |
| 2000 | locul 11 |

## Echipa
Lotul lărgit al Belarusului cuprinde 26 de handbaliste. Ultima componență cunoscută a lotului restrâns este cea a echipei care a luat parte la barajele de calificare pentru Campionatul Mondial din 2019:
Antrenor principal:  Tomaž Čater
Antrenor secund:  Aleksandr Sîtko
| Nr. | Post            | Nume                  | Data nașterii (vârsta) | Înălțime | Selecții | Goluri | Echipă                |
| --- | --------------- | --------------------- | ---------------------- | -------- | -------- | ------ | --------------------- |
| 2   | Pivot           | Irina Trizno          | 23 aprilie 1994        | 1,78 m   | 17       | 34     | GK Gomel              |
| 5   | Extremă stânga  | Irina Dronova         | 9 februarie 1981       | 1,86 m   | 94       | 194    | GK Gomel              |
| 8   | Centru          | Diana Ilina           | 4 ianuarie 1996        | 1,74 m   | 36       | 48     | SCM Gloria Buzău      |
| 9   | Extremă stânga  | Natalia Koțina        | 7 septembrie 1991      | 1,75 m   | 66       | 192    | GK Gomel              |
| 11  | Inter stânga    | Lilia Arțiuhovici     | 21 august 1987         | 1,80 m   | 111      | 362    | BNTU-BelAZ Minsk      |
| 12  | Portar          | Iulia Kunțevici       | 10 octombrie 1995      | 1,75 m   | 11       | 1      | Horodniceanka         |
| 13  | Extremă dreapta | Ianina Eliseeva       | 10 noiembrie 1998      | 1,70 m   |          |        | Horodniceanka         |
| 16  | Portar          | Iulia Șut             | 11 martie 1994         | 1,83 m   | 16       | 1      | BNTU-BelAZ Minsk      |
| 20  | Inter dreapta   | Tatiana Țîribko       | 14 iulie 1993          | 1,81 m   | 11       | 17     | GK Gomel              |
|     | Extremă dreapta | Daria Svidunovici     | 15 iulie 1998          | 1,70 m   |          |        | ȚOR Viktoria-Berestîe |
| 21  | Inter dreapta   | Karina Iejikova       | 7 august 1990          | 1,80 m   | 33       | 169    | RK Podravka           |
| 22  | Inter dreapta   | Ekaterina Silițkaia   | 14 iulie 1993          | 1,78 m   | 41       | 104    | GK Gomel              |
| 23  | Pivot           | Viktoria Șamanovskaia | 8 august 1993          | 1,70 m   | 38       | 82     | GK Gomel              |
|     | Extremă stânga  | Anna Iașciuk          | 13 octombrie 1987      | 1,77 m   | 24       | 28     | EB Start Elbląg       |
| 24  | Inter stânga    | Anna Reabcenko        | 28 mai 1998            | 1,72 m   |          |        | Horodniceanka         |
| 30  | Portar          | Lilia Burduk          | 18 aprilie 1989        | 1,76 m   | 9        | 0      | BNTU-BelAZ Minsk      |

### Banca tehnică
Conform paginii web oficiale a Federației Belaruse de Handbal:
| Naționalitate | Nume              | Data nașterii (vârsta) | Ocupație             |
| ------------- | ----------------- | ---------------------- | -------------------- |
| Slovenia      | Tomaž Čater       | 16 martie 1969         | Antrenor principal   |
| Belarus       | Aleksandr Sîtko   | 19 noiembrie 1975      | Antrenor secund      |
| Belarus       | Natalia Petrakova | 1 ianuarie 1977        | Antrenor cu portarii |
| Belarus       | Konstantin Gribov | 22 iulie 1987          | Manager de echipă    |
| Belarus       | Aleksandr Trus    | 6 mai 1983             | Maseur               |

### Conducerea administrativă
Conform paginii web oficiale a Federației Belaruse de Handbal:
| Naționalitate | Nume               | Data nașterii (vârsta) | Ocupație         |
| ------------- | ------------------ | ---------------------- | ---------------- |
| Belarus       | Vladimir Konopliov | 3 ianuarie 1954        | Președinte       |
| Belarus       | Ivan Semenenea     | 12 iunie 1956          | Vicepreședinte   |
| Belarus       | Serghei Kudreiko   | 22 ianuarie 1978       | Secretar general |